# Pualas
Pualas is een gemeente in de Filipijnse provincie Lanao del Sur in het noorden van het eiland Mindanao. Bij de laatste census in 2007 had de gemeente bijna 18 duizend inwoners.

## Geografie

### Bestuurlijke indeling
Pualas is onderverdeeld in de volgende 23 barangays:
| - Badak - Bantayan - Basagad - Bolinsong - Boring - Bualan - Danugan - Dapao - Diamla - Gadongan - Ingud - Linuk | - Lumbac - Maligo - Masao - Notong - Porug - Romagondong - Tambo - Tamlang - Tomarompong - Tuka - Yaran |

## Demografie
Pualas had bij de census van 2007 een inwoneraantal van 17.962 mensen. Dit zijn 10.075 mensen (127,7%) meer dan bij de vorige census van 2000. De gemiddelde jaarlijkse groei komt daarmee uit op 12,02%, hetgeen veel hoger is dan het landelijk jaarlijks gemiddelde over deze periode (2,04%). Vergeleken met de census van 1995 is het aantal mensen met 9.703 (117,5%) toegenomen.

De bevolkingsdichtheid van Pualas was ten tijde van de laatste census, met 17.962 inwoners op 182,89 km², 98,2 mensen per km².